# Kerbet Water
Kerbet Water, auch Arity Water, ist ein Bach in der schottischen Council Area Angus.

## Beschreibung
Der Bach entsteht durch den Zusammenfluss der Bäche Kerbet Burn und Corbie Burn nahe der Ortschaft Inverarity. Der Ortsname selbst (Inver, schottisch-gälisch: Inbhir, bedeutet Mündung) leitet sich von der Entstehung des Baches ab. Über seine gesamte Länge von etwa neun Kilometern fließt das Kerbet Water in nordwestlicher Richtung. Dabei kreuzt es mit der A90 und der A94 zwei Fernverkehrsstraßen. Die B9127, die von Arbroath nach Douglastown führt, verläuft wenige hundert Meter östlich. Nach wenigen Kilometer erreicht das Kerbet Water Douglastown und mündet zwei Kilometer nordwestlich der Ortschaft in das Dean Water, welches über den Isla in den Tay abfließt.
Entlang des Kerbet Water wurden in der Vergangenheit verschiedene Mühlen betrieben. Der Bach eignet sich zum Forellenfischen.